# Lijst van Miss America-winnaressen
Hieronder volgt een lijst van Miss America-winnaressen.

## De winnaressen
| Jaar | Miss America            | Staat                        |
| ---- | ----------------------- | ---------------------------- |
| 1921 | Margaret Gorman         | Washington, D.C.             |
| 1922 | Mary Campbell           | Columbus (Ohio)              |
| 1923 | Mary Campbell           | Columbus (Ohio)              |
| 1924 | Ruth Malcomson          | Philadelphia (Pennsylvania)  |
| 1925 | Fay Lanphier            | Oakland (Californië)         |
| 1926 | Norma Smallwood         | Tulsa (Oklahoma)             |
| 1927 | Lois Delander           | Joliet (Illinois)            |
| 1933 | Marian Bergeron         | West Haven (Connecticut)     |
| 1935 | Henrietta Leaver        | Pittsburgh (Pennsylvania)    |
| 1936 | Rose Coyle              | Philadelphia (Pennsylvania)  |
| 1937 | Bette Cooper            | Bertrand Island (New Jersey) |
| 1938 | Marilyn Meseke          | Marion (Ohio)                |
| 1939 | Patricia Donnelly       | Detroit (Michigan)           |
| 1940 | Frances Marie Burke     | Philadelphia (Pennsylvania)  |
| 1941 | Rosemary LaPlanche      | Los Angeles (Californië)     |
| 1942 | Jo-Carroll Dennison     | Tyler County (Texas)         |
| 1943 | Jean Bartel             | Los Angeles (Californië)     |
| 1944 | Venus Ramey             | Washington, D.C.             |
| 1945 | Bess Myerson            | New York, New York           |
| 1946 | Marilyn Buferd          | Los Angeles (Californië)     |
| 1947 | Barbara Jo Walker       | Memphis (Tennessee)          |
| 1948 | BeBe Shopp              | Hopkins (Minnesota)          |
| 1949 | Jacque Mercer           | Litchfield Park (Arizona)    |
| 1951 | Yolande Betbeze         | Mobile (Alabama)             |
| 1952 | Colleen Kay Hutchins    | Salt Lake City (Utah)        |
| 1953 | Neva Jane Langley       | Macon (Georgia)              |
| 1954 | Evelyn Margaret Ay      | Ephrata (Pennsylvania)       |
| 1955 | Lee Meriwether          | San Francisco (Californië)   |
| 1956 | Sharon Ritchie          | Denver (Colorado)            |
| 1957 | Marian McKnight         | Manning (South Carolina)     |
| 1958 | Marilyn Van Derbur      | Denver (Colorado)            |
| 1959 | Mary Ann Mobley         | Brandon (Mississippi)        |
| 1960 | Lynda Lee Mead          | Natchez (Mississippi)        |
| 1961 | Nancy Fleming           | Montague (Michigan)          |
| 1962 | Maria Fletcher          | Asheville (North Carolina)   |
| 1963 | Jacquelyn Mayer         | Sandusky (Ohio)              |
| 1964 | Donna Axum              | El Dorado (Arkansas)         |
| 1965 | Vonda Kay Van Dyke      | Phoenix (Arizona)            |
| 1966 | Deborah Irene Bryant    | Overland Park (Kansas)       |
| 1967 | Jane Anne Jayroe        | Laverne (Oklahoma)           |
| 1968 | Debra Dene Barnes       | Moran (Kansas)               |
| 1969 | Judith Anne Ford        | Belvidere (Illinois)         |
| 1970 | Pamela Anne Eldred      | West Bloomfield (Michigan)   |
| 1971 | Phyllis Ann George      | Denton (Texas)               |
| 1972 | Laurie Lea Schaefer     | Columbus (Ohio)              |
| 1973 | Terry Anne Meeuwsen     | De Pere (Wisconsin)          |
| 1974 | Rebecca Ann King        | Denver (Colorado)            |
| 1975 | Shirley Cothran         | Fort Worth (Texas)           |
| 1976 | Tawny Elaine Godin      | Yonkers (New York)           |
| 1977 | Dorothy Kathleen Benham | Edina (Minnesota)            |
| 1978 | Susan Perkins           | Columbus (Ohio)              |
| 1979 | Kylene Barker           | Galax (Virginia)             |
| 1980 | Cheryl Prewitt          | Ackerman (Mississippi)       |
| 1981 | Susan Powell            | Elk City (Oklahoma)          |
| 1982 | Elizabeth Ward          | Russellville (Arkansas)      |
| 1983 | Debra Maffett           | Anaheim (Californië)         |
| 1984 | Vanessa L Williams      | Watertown (New York)         |
| 1984 | Suzette Charles         | Mays Landing (New Jersey)    |
| 1985 | Sharlene Wells          | Salt Lake City (Utah)        |
| 1986 | Susan Akin              | Meridian (Mississippi)       |
| 1987 | Kellye Cash             | Memphis (Tennessee)          |
| 1988 | Kaye Lani Rae Rafko     | Monroe (Michigan)            |
| 1989 | Gretchen Carlson        | Anoka (Minnesota)            |
| 1990 | Debbye Turner           | Mexico (Missouri)            |
| 1991 | Marjorie Judith Vincent | Oak Park (Illinois)          |
| 1992 | Carolyn Suzanne Sapp    | Kona (Hawaii)                |
| 1993 | Leanza Cornett          | Jacksonville (Florida)       |
| 1994 | Kimberly Clarice Aiken  | Columbia (South Carolina)    |
| 1995 | Heather Whitestone      | Birmingham (Alabama)         |
| 1996 | Shawntel Smith          | Muldrow (Oklahoma)           |
| 1997 | Tara Dawn Holland       | Overland Park (Kansas)       |
| 1998 | Katherine Shindle       | Evanston (Illinois)          |
| 1999 | Nicole Johnson          | Roanoke (Virginia)           |
| 2000 | Heather French          | Augusta (Kentucky)           |
| 2001 | Angela Perez Baraquio   | Honolulu (Hawaï)             |
| 2002 | Katie Harman            | Gresham (Oregon)             |
| 2003 | Erika Harold            | Urbana (Illinois)            |
| 2004 | Ericka Dunlap           | Orlando (Florida)            |
| 2005 | Deidre Downs            | Birmingham (Alabama)         |
| 2006 | Jennifer Berry          | Tulsa (Oklahoma)             |
| 2007 | Lauren Nelson           | Lawton (Oklahoma)            |
| 2008 | Kirsten Haglund         | Farmington Hills (Michigan)  |